# Иногда они возвращаются 3
«Иногда они возвращаются 3» (англ. Sometimes They Come Back… for More) — американский фильм ужасов 1996 года, продолжение экранизации рассказа Стивена Кинга, но событийно не связанный с первыми двумя фильмами.
Слоган картины: «Не будите зло, когда оно спит… Молитесь о легкой смерти, когда оно проснется…».

## Сюжет
Действие фильма происходит в Антарктике, где расположена тайная база военных США, на которой проводят незаконные эксперименты. Когда один из работников базы сходит с ума, проявляя невероятную агрессию, двоих военных посылают на базу, чтобы расследовать это дело. Там военные находят двух оставшихся в живых — учёного Дженнифер Уэллс и техника офицера Шебански.
На базе один из героев замечает движение в тёмном коридоре опустевшей станции и начинает преследовать незнакомца, полагая, что это ещё один выживший, но так никого и не находит. Вернувшись к базе, герои не находят тела погибших. А пугающие видения начинают постепенно сводить с ума главных героев.

## В ролях
- Клэйтон Ронер — Капитан Сэм Кейдж
- Фэйт Форд — Доктор Дженнифер Уэллс
- Макс Перлич — Лейтенант Брайан Шебански
- Чейз Мастерсон — Майор Кэлли О’Грейди
- Дэмиан Чапа — Доктор Карл Шиллинг
- Дженнифер О’Дэлл — Мэри
- Майкл Стадвек — Капитан Роберт Рейнольдс
- Стивен Харт — Майор Фрэнк Уиттакер
- Дуглас Строуп — Лейтенант Бейнс
- Фрэнк Сеглия — Солдат в баре